# LAV-600
LAV-600は、コマンドゥ装甲車から派生したLAV-300を改良して開発されたアメリカ合衆国の軽装甲6輪駆動車両である。
アメリカ軍主導ではなく、キャデラック・ゲージ社のプライベート・ベンチャーとして開発された。
105mmの主砲を搭載し、LAV-300よりも優れた火力と機動性を持つ。装甲は、7.62mm弾に耐え、地雷や破砕手榴弾の攻撃に対し、乗員を保護する。
エンジン音とそこから発せられる赤外線、振動を最小限に抑えることにより、ステルス性も考慮されている。

## 開発
LAV-600は、キャデラック・ゲージ社によって、海外市場をターゲットに開発された。
最初のLAV-600のプロトタイプは1985年に完成し、同年にその開発が発表された。当初「LAV-300 A1」という名だったが、1986年にLAV-600と改名された。
1988年から、エジプトにて機動性試験と火力試験が実施された。これらの開発試験では、105 mm砲による射撃試験に成功した。これには、すべての仰角での射撃と、車両の中心線に対し90度旋回した砲塔での射撃が含まれ、両方とも兵器として満足できるものだった。
現在は、テクストロン・マリーン&ランドシステムズによって製造されている。

## 特徴
LAV-600には、先代LAV-300と共通のコンポーネントが多く使用され、さらに重装甲や優れた監視装置、武装など、いくつかの改良されたコンポーネントが採用された。
6つの前進ギアを備えたアリソン全自動変速機を備えた275 hp（205 kW）の出力のターボチャージャー付き6CTA 8.3 ディーゼルエンジンを搭載。最大速度100km/hで走行でき、航続範囲は600km。
C-5 ギャラクシーをはじめ、C-141 スターリフター、C-17 グローブマスターIII、C-130 ハーキュリーズ輸送機を使用して空輸できるように設計されている。

## 装備
主砲としてBAEシステムズ RO ディフェンス M-68 105mm砲が採用された。
合わせて、同時期の軽戦車であるスティングレイと同様、反動の小さい戦車砲用の砲塔を備え、コンピューター化された射撃指揮装置とレーザー測距儀を装備、車体の前面に電動ウインチが取り付けられている。砲塔の旋回弧は360度。
副武装として、主砲とともに7.62 mm同軸機関銃を装備。また、対空用に砲塔上部に7.62mm機関銃またはM2 HB12.7mm機関銃を搭載する。

## 防護力
車体と砲塔は、溶接されたカドロイ装甲鋼でできており、最大7.62 mmの弾薬、砲弾の破片、および手榴弾の破片に対する防護を可能としている。
装甲床板は地雷からの防護を可能とする。弾道衝撃に対する追加の保護のため、装甲板を船体に追加することもできる。また、オプションでランフラットタイヤを装備する。
LAV-600は、オプションの核、生物、化学（NBC）保護システムを備えており、これには化学兵器による攻撃に対する化学剤耐性コーティング（CARC）塗料も含まれている。